# Yvon Lambert (Eishockeyspieler)
Yvon Pierre Lambert (* 20. Mai 1950 in Drummondville, Québec) ist ein ehemaliger kanadischer Eishockeyspieler und -trainer, der im Verlauf seiner aktiven Karriere zwischen 1968 und 1984 unter anderem 773 Spiele für die Canadiens de Montréal und Buffalo Sabres in der National Hockey League auf der Position des linken Flügelstürmers bestritten hat. Seine größten Erfolge feierte Lambert in Diensten der Canadiens de Montréal, bei denen er neun seiner zehn Spielzeiten in der NHL verbrachte. Zwischen 1976 und 1979 gewann er viermal in Folge den prestigeträchtigen Stanley Cup mit dem Team.

## Karriere
Lambert verbrachte seine Juniorenzeit zwischen 1968 und 1970 bei den Rangers de Drummondville aus seiner Geburtsstadt, mit denen er ab der Saison 1969/70 in der Ligue de hockey junior majeur du Québec. In seinem letzten Jahr dort sammelte der Flügelstürmer 101 Scorerpunkte in 52 Einsätzen. Damit machte er auch die Franchises der National Hockey League auf sich aufmerksam und so wählten ihn die Detroit Red Wings im NHL Amateur Draft 1970 in der dritten Runde an 40. Position aus.
Die Red Wings verkannten Lamberts Potential jedoch und setzten ihn zunächst in ihrem Farmteam, den Port Huron Flags, in der International Hockey League ein. Der Franko-Kanadier verbrachte dort die gesamte Spielzeit 1970/71 und sammelte 50 Punkte in 79 Spielen. Über den Reverse Draft des Sommers 1971 verloren sie den Angreifer schließlich an die Canadiens de Montréal. Dort stand Lambert für die folgenden zwei Jahre im Kader des Kooperationspartners Nova Scotia Voyageurs in der American Hockey League. Mit der Mannschaft gewann er in seinem AHL-Rookiejahr die Meisterschaft in Form des Calder Cups. Im Siegerteam spielte er dabei aber eine eher untergeordnete Rolle. Erst im Spieljahr 1972/73 fasste der Stürmer in der AHL Fuß. Am Ende der Spielzeit führte er die Liga nach Scorerpunkten und Toren an, wofür er als Topscorer die John B. Sollenberger Trophy erhielt. Zudem wurde er ins  AHL First All-Star Team berufen und gab im Verlauf der Saison sein Debüt für Montréal in der NHL.
Aufgrund der Wechsel zahlreicher Canadiens-Spieler in die mit der NHL konkurrierenden World Hockey Association im Sommer 1973 stand Lambert mit Beginn der Saison 1973/74 im Kader Montréal Canadiens. Nach einem schwachen ersten Jahr mit lediglich 16 Punkten aus 60 Spielen, erhielten die Canadiens ab der Spielzeit 1975/75 das, was sie sich von ihm erhofft hatten. In den folgenden sieben Spieljahren war Lambert eine feste Größe im Aufgebot der Habs und erreichte nie weniger als 40 Punkte pro Jahr. Mit Ausnahme der Saison 1977/78 waren es stets über 50 Punkte und 20 Tore, die er in der Offensive beisteuerte. Lambert war damit auch ein integraler Bestandteil des Kerns an Spielern, die zwischen 1976 und 1979 dafür verantwortlich waren, dass die Canadiens viermal in Folge den prestigeträchtigen Stanley Cup gewannen.
Nach insgesamt acht Spielzeiten im Trikot der Canadiens und zehn in der gesamten Organisation kam Lamberts Zeit in der franko-kanadischen Metropole im Oktober 1981 zu einem Ende, als er im NHL Waiver Draft von den Buffalo Sabres ausgewählt wurde. Dort bestritt der mittlerweile 31-Jährige seine letzte NHL-Saison. Mit Beginn der Saison 1982/83 spielte er für die folgenden zwei Jahre für das Farmteam Rochester Americans in der AHL. Mit den Amerks gewann Lambert 1983 seinen zweiten Calder Cup. Im Jahr darauf unterlag er mit der Mannschaft im Finale und beendete daraufhin im Alter von 34 Jahren seine aktive Karriere. Im Anschluss daran betreute er zwischen 1984 und 1985 die Canadien junior de Verdun aus der Ligue de hockey junior majeur du Québec als Cheftrainer, die er zum erstmaligen Gewinn der Coupe du Président führte.

## Erfolge und Auszeichnungen
| - 1968 LHJQ Rookie of the Year - 1972 Calder-Cup-Gewinn mit den Nova Scotia Voyageurs - 1973 John B. Sollenberger Trophy - 1973 Bester Torschütze der AHL - 1973 AHL First All-Star Team - 1976 Stanley-Cup-Gewinn mit den Canadiens de Montréal | - 1977 Stanley-Cup-Gewinn mit den Canadiens de Montréal - 1978 Stanley-Cup-Gewinn mit den Canadiens de Montréal - 1979 Stanley-Cup-Gewinn mit den Canadiens de Montréal - 1983 Calder-Cup-Gewinn mit den Rochester Americans - 1985 Coupe-du-Président-Gewinn mit den Canadien junior de Verdun (als Cheftrainer) |

## Karrierestatistik
(Legende zur Spielerstatistik: Sp oder GP = absolvierte Spiele; T oder G = erzielte Tore; V oder A = erzielte Assists; Pkt oder Pts = erzielte Scorerpunkte; SM oder PIM = erhaltene Strafminuten; +/− = Plus/Minus-Bilanz; PP = erzielte Überzahltore; SH = erzielte Unterzahltore; GW = erzielte Siegtore; 1 Play-downs/Relegation; Kursiv: Statistik nicht vollständig)